# الربعيات
الربيعيات قرية تبعد عن دائرة الحمادية ولاية برج بوعرريج ب12 كلم وعن مقر الولاية ب22 كلم يحدها من الجنوب كل من واد الاخضر ومن الشرق جبال المعاضيد ومن الشمال دائرة برج الغدير. تمتاز بطابعها الفلاحي والرعوي وجبالها الشامخة التي تعانق السماء وأوديتها الجارية التي تسقي الحقول.

## نسب سكانها
نتسب سكانها إلى المؤسس الأول للقرية وهو الربيعي بن الشيخ القادم من دائرة عين الملح ولاية المسيلة وينتسبون إلى عرش اولاد نايل الذي تعود اصولهم إلى سلالة علي كرم الله وجه وقد سكونوا الربيعيات قبل ثلاث قرون

## الحقب التاريخية للقرية الربيعيات
مرت قرية الربيعيات بعدة مراحل تاريخية ومنها الحقبة الرومانية التي مزال من اثارها بوجود الاثارالرومانية وقدت سميت في العهد التركي بقصر لمري وهي عبارة عن اثار راجعة للحقبة الرومانية وبقيت منها بعض الاشكال المربعة ومثلثة وتوجد بجبل يدعي جبل القصور وقد عرفت في العهد الاستعمار الفرنسي حرق لبعض منازلها بعتبارها وقفت في وجه المستعمر الفرنسي حيث احرقت القرية سنة 1957 بسسب القصف الفرنسي على القرية